# Gaitana
Gaitana lub Hajtana (ukr. Гайтана), właściwie Gaita-Lurdes Essami (ukr. Ґайта-Лурдес Ессамі, ur. 24 marca 1979 w Kijowie) – ukraińska piosenkarka i autorka tekstów, mająca korzenie ukraińskie i kongijskie. Reprezentantka Ukrainy w 57. Konkursu Piosenki Eurowizji (2012).

## Życiorys

### Wczesne lata
Urodziła się 24 marca 1979 w Kijowie. Wraz z rodziną przeniosła się do Brazzaville w Kongo, skąd pochodzi jej ojciec, Klaver Essami. Mieszkała tam przez pięć lat, by potem wrócić z matką na Ukrainę.
Śpiewa w językach: ukraińskim, angielskim, rosyjskim, zna również biegle francuski i lingala. Posiada dyplom z ekonomii zdobyty w liceum handlowym, a także skończyła szkołę muzyczną, gdzie grała na saksofonie.

### Kariera
W 2009 wystąpiła na inauguracji Baracka Obamy.
Reprezentowała Ukrainę z piosenką „Be My Guest” podczas 57. Konkursu Piosenki Eurowizji w Baku. 24 maja wystąpiła w drugim półfinale i z ósmego miejsca awansowała do finału rozgrywanego 26 maja. Zajęła w nim 15. miejsce.

## Dyskografia

### Albumy studyjne
- O tiebie (2003)
- Slidom za toboju (2005)
- Kapli dożdia (2007)
- Kukabarra (2008)
- Tajnyje żełanija (2008)
- Tolko siegodnia (2010)
- Viva, Europe! (2012)
- VooDoo Man (2015)

### Single
- 2006 – „Dwa wikna”
- 2007 – „Szalenij”
- 2009 – „Neszczodawno”
- 2012 – „Be My Guest”
- 2013 – „Aliens”
- 2014 – „Galaxy”

## Nagrody
- Showbiz Award
  - Najlepsza europejska gwiazda (nagroda specjalna)
- Ukrainian Music Awards[2]
  - Najlepsza piosenkarka 2008
  - Najlepszy album 2008